# 大谷演慧
大谷 演慧（おおたに えんねい 1914年（大正3年）11月14日 - 2008年（平成20年）1月28日）は、浄土真宗の僧である。真宗大谷派鍵役。同派函館別院住職。1993年～1996年の間は、同派門首代行を務める。院号は信行院。法名は闡教。同派第二十四代法主（門首）・大谷光暢の従兄弟にあたる。

## 経歴
- 1914年（大正3年）11月14日、東本願寺第二十二代法主・大谷光瑩（現如）の十一男で鍵役や函館別院住職を務めた大谷瑩潤の長男として生まれる。
- 1938年（昭和13年）、得度。
- 1947年（昭和22年）に鍵役に就任する。
- 1972年（昭和47年）、父・瑩潤に代わって函館別院住職に就任する。

昭和40年代に教義解釈や宗門の運営、財産問題などを巡り、改革派が主導する宗派内局（当局）と大谷家との間に激しい対立（お東騒動）が生じると、演慧は改革派にも理解を示し、改革派内局のもとで参務（大臣に相当）や式務部長などの要職にも就き、内局と大谷家との調整役を果たしたといわれる。
- 1993年（平成5年）4月13日、第24世法主（門首）・大谷光暢の逝去により新門であった大谷業成が門首に就任したが、未成年であった為、同月17日に演慧は門首代行に就任する。
- 1996年（平成8年）1月31日、門首であった業成が、父・大谷暢順らとともに宗派からの離脱を宣言し、門首不在となった後も引き続き門首代行に就くことが決められる。同年7月31日、光暢の三男・大谷暢顯（淨如）が第25代門首を継承するまでの間、その任に当たった。

また、模型飛行機や超軽量動力機（マイクロライト）の世界でも活躍し、関西模型クラブ連合会名誉会長や財団法人日本ラジコン電波安全協会理事、日本マイクロライト航空連盟会長、また鳥人間コンテスト選手権大会の大会役員も務めた。
- 2008年（平成20年）1月28日、93歳にて逝去。